# Saint-Gabriel-de-Valcartier
Pour les articles homonymes, voir Saint-Gabriel et Valcartier.
Saint-Gabriel-de-Valcartier est une municipalité du Québec située dans la MRC de La Jacques-Cartier, au nord de la ville de Québec.

## Toponymie
Le nom provient de l'ancienne seigneurie Saint-Gabriel et le spécificatif Valcartier, résultant de l'agglutination de val et de Cartier, marque la situation géographique de l'endroit dans une vallée formée par la rivière Jacques-Cartier qui draine son territoire.

## Histoire

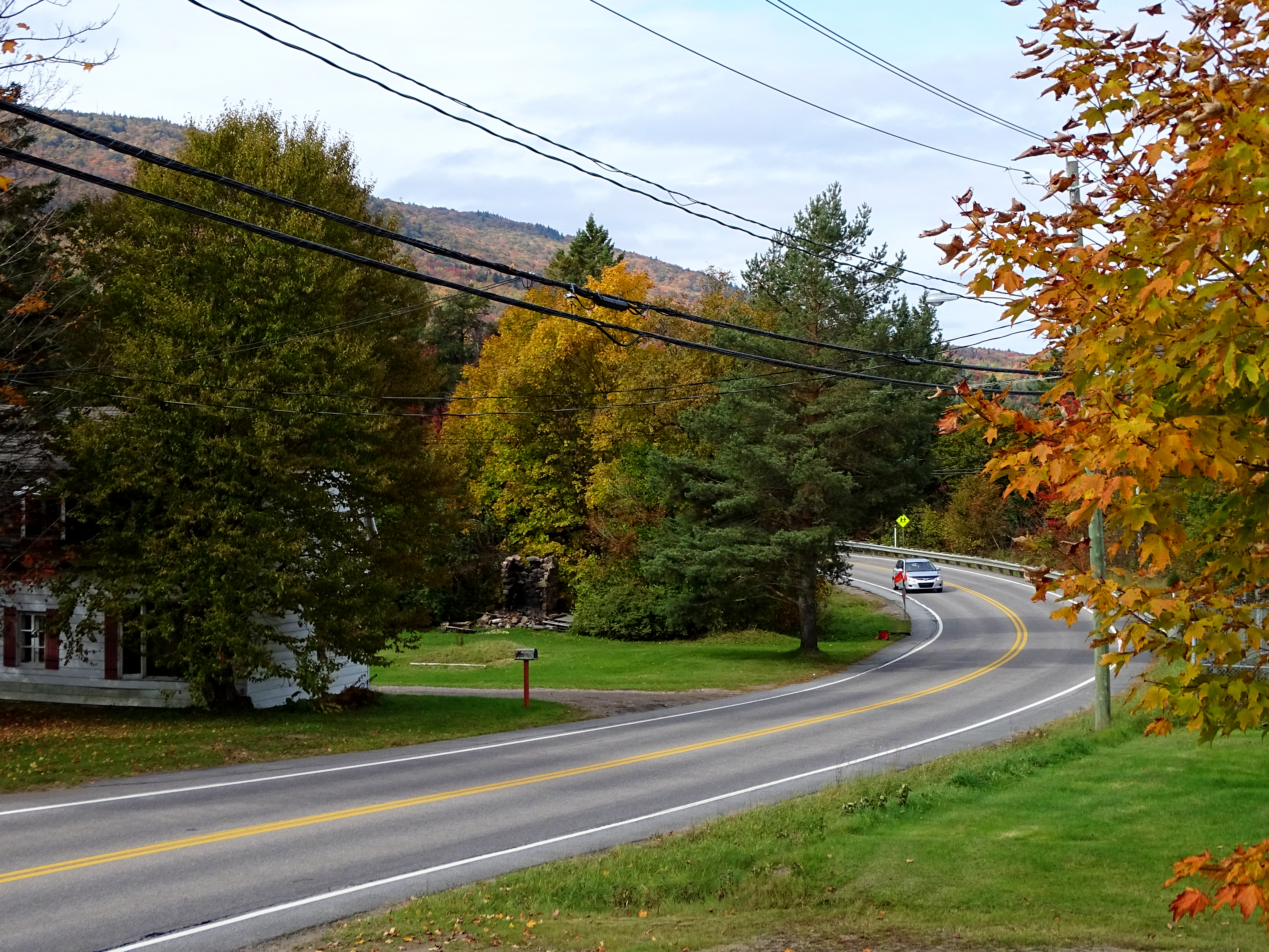
Le boulevard Valcartier (route 371) traverse la municipalité du nord au sud.

Les premiers colons construisirent en 1812 une route qui reliait la rivière Jacques-Cartier à Loretteville. Ils bâtirent leurs résidences, des scieries, des moulins à farine et des églises catholique et protestante.
En 1815, quatre hommes d’affaires de Québec soient John Neilson, Andrew Stuart, Louis Moquin et Nicholas Vincent achetèrent une grande partie des terres appartenant aux Pères Jésuites.
Saint-Gabriel-de-Valcartier a été reconnue comme municipalité à partir de 1845 et l’érection civile date du 18 mai 1861 quand la municipalité a été divisée afin de former les municipalités de Saint-Gabriel-de-Valcartier et de Saint-Gabriel Ouest. En octobre 1985, soit 124 ans plus tard, ces deux municipalités ont fusionné pour devenir la Municipalité de Saint-Gabriel-de-Valcartier.

## Géographie
La municipalité occupe une superficie de 435,22 km2. Elle est à environ 25 kilomètres du centre-ville de Québec. Les espaces habités se concentrent principalement le long de la rivière Jacques-Cartier et de la route 371. Saint-Gabriel-de-Valcartier est au pied des Laurentides.

## Hydrographie
La rivière Sainte-Anne traverse la municipalité du nord-est vers le sud-ouest.
Les rivières Chézine et Chézine Nord coule dans le nord-est vers le sud jusqu'à leur confluence puis jusqu'à la confluence de la rivière Chézine sur la rive droite la rivière Sainte-Anne.
La rivière Tourilli coule du nord-est vers le sud-ouest jusqu'à sa confluence rive gauche avec la rivière Sainte-Anne.
À partir du lac Tantaré, dans le nord-est, la rivière aux Pins, un affluent du lac Saint-Joseph, coule vers le sud-ouest.
La rivière Jacques-Cartier traverse la municipalité du sud-est vers le sud-ouest.
La rivière Cassian y coule dans l'est vers le sud jusqu'à sa confluence avec la rivière Jacques-Cartier.
À partir de son crénon, au nord du village, la rivière Neilson, un affluent du bras du Nord, coule vers le sud.

## Démographie
| 1966  | 1971  | 1981  | 1986  | 1996  |
| ----- | ----- | ----- | ----- | ----- |
| 1 241 | 1 825 | 2 890 | 2 717 | 2 204 |

| 2001  | 2006  | 2011  | 2016  | 2021  |
| ----- | ----- | ----- | ----- | ----- |
| 2 256 | 2 827 | 2 933 | 3 382 | 3 223 |

## Administration
Les élections municipales se font en bloc pour le maire et les six conseillers.
| Saint-Gabriel-de-Valcartier Maires depuis 2001                                                                       |                  |                   |          |
| Élection | Maire            | Qualité           | Résultat |
| 2001 | Brent Montgomery | Maire depuis 1988 | Voir     |
| 2005 | Brent Montgomery | Maire depuis 1988 | Voir     |
| 2009 | Brent Montgomery | Maire depuis 1988 | Voir     |
| 2013 | Brent Montgomery | Maire depuis 1988 | Voir     |
| 2017 | Brent Montgomery | Maire depuis 1988 | Voir     |
| 2021 | Brent Montgomery | Maire depuis 1988 | Voir     |
| Élection partielle en italique Depuis 2005, les élections sont simultanées dans toutes les municipalités québécoises |                  |                   |          |

### Maires de Saint-Gabriel Ouest
- 1878-1881 : Patrick Cosgrove
- 1881-1882 : Ulric Gauvreau
- 1882-1884 : Thomas Brown
- 1884-1887 : James Burns
- 1887-1890 : Thomas Brown
- 1890-1895 : Samuel Clark
- 1895-1903 : Thomas Brown
- 1903-1909 : Lawrence Corrigan
- 1909-1911 : James Bowles
- 1911-1924 : Robert Hayes
- 1924-1930 : Thomas Knox
- 1931-1932 : Thomas Murphy
- 1932-1933 : James Clark (3 James Clark)
- 1933 : Albert Corrigan
- 1933-1941 : John Murphy
- 1941-1946 : John McCartney
- 1947-1955 : Cecil Rourke
- 1955-1961 : Simmons Crawford
- 1961-1967 : George Murphy
- 1967-1971 : John McCartney
- 1972-1985 : Donat Rouleau

### Maires de Saint-Gabriel-de-Valcartier
- 1878-1880 : Arthur Wolf
- 1881 : Thomas Dacres
- 1882 : William B. McBain
- 1883 : Francis Ireland
- 1884-1885 : William B. McBain
- 1886-1888 : Thomas Dacres
- 1889 : David B. McCartney
- 1890 : Charles Jack
- 1891-1896 : John McBain
- 1896-1903 : William B. McBain
- 1903-1905 : Lewis McBain
- 1905-1906 : Thomas Knox
- 1906-1908 : Andrew Brown
- 1908-1914 : Thomas Knox
- 1914-1923 : John McCartney
- 1923-1924 : William Neil
- 1924-1927 : Robert Goodfellow
- 1927-1936 : Alfred J. Hicks
- 1937-1940 : William Goodfellow
- 1941-1946 : Irvin Jack
- 1947-1948 : William Hicks
- 1949-1950 : Neilson McBain
- 1951-1961 : William Hicks
- 1961-1969 : Russel Paquet
- 1969-1988 : Lewis Jack
- 1988- : Brent Montgomery

## Économie
Les principales activités économiques sont l’industrie de l’élevage des volailles et le centre touristique Village vacances Valcartier, grand parc aquatique en été et grand centre de jeux d'hiver. L'Hôtel de glace qui prend place l'hiver au Village vacances Valcartier a gagné le prix d'excellence en affaire le premier décembre 2021. De plus, l’activité économique est fortement influencée par la présence de la base des Forces canadiennes Valcartier.
Le village a déjà abrité un centre de ski, le Développement Valcartier inc., vendu plus tard au Valcartier Lodge. Aujourd'hui, c'est une école secondaire privée, l'école secondaire Mont-Saint-Sacrement.

## Galerie

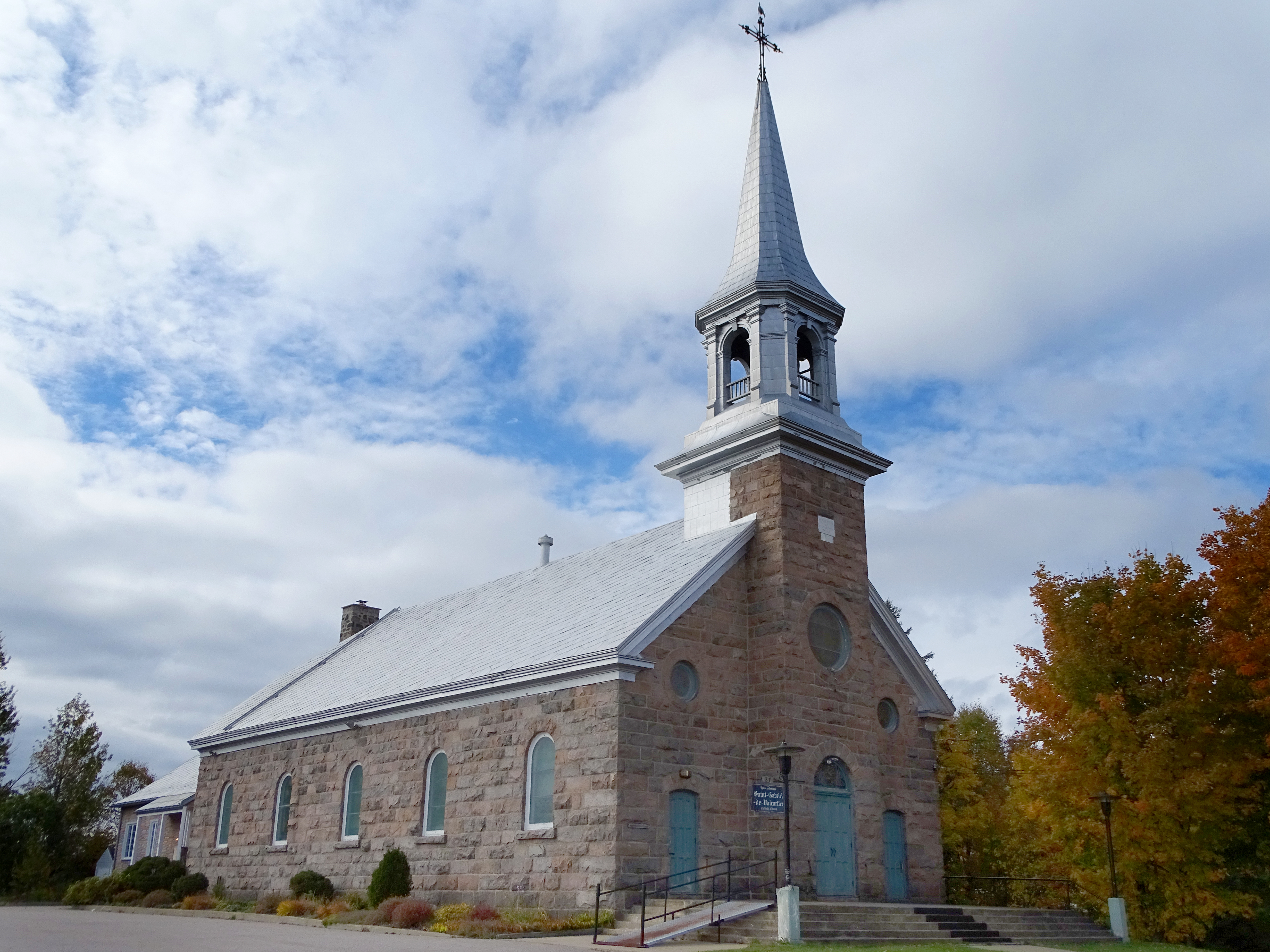
Église catholique Saint-Gabriel de Valcartier
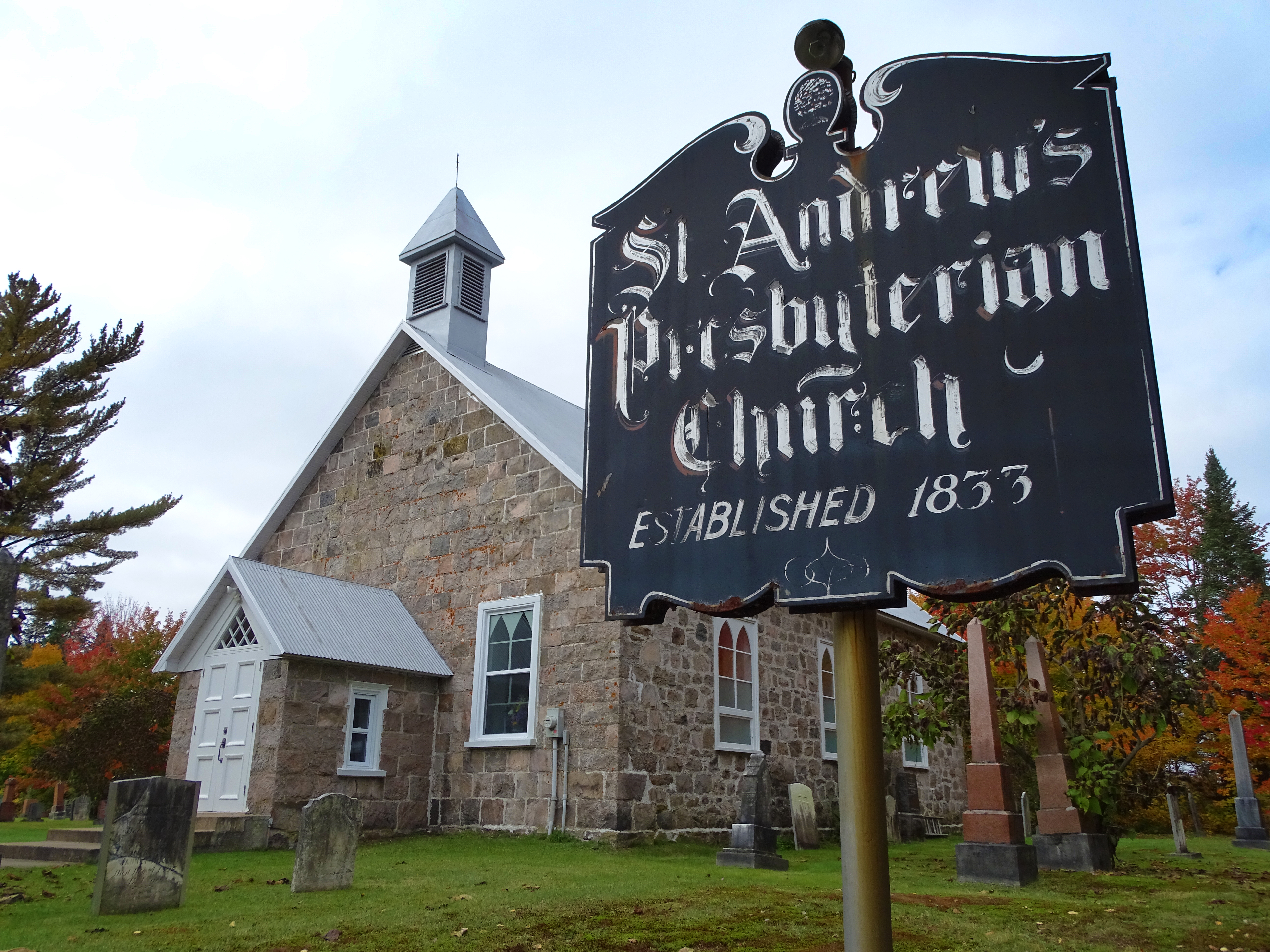
Église presbytérienne Saint-Andrew
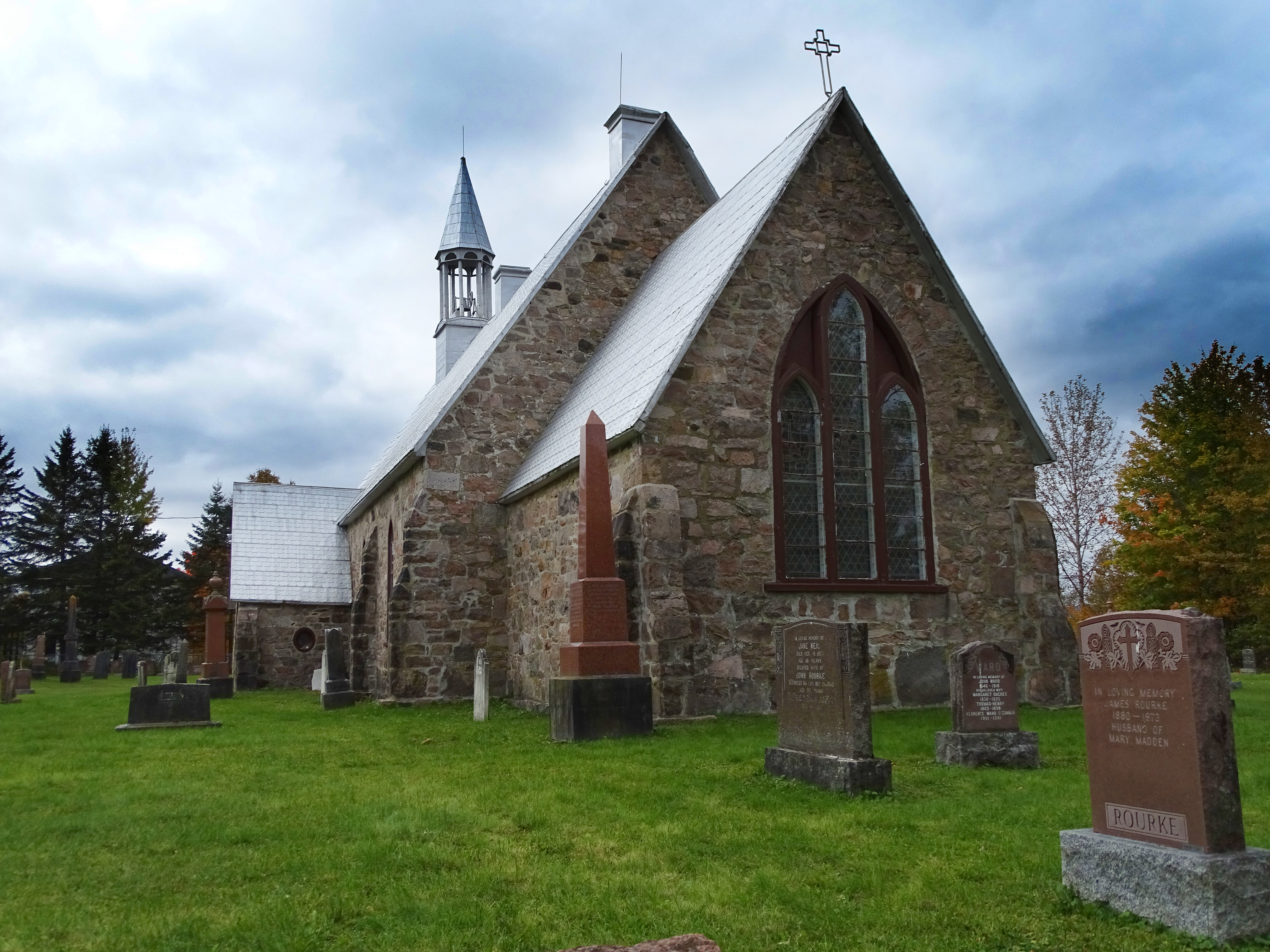
Église anglicane Christ Church
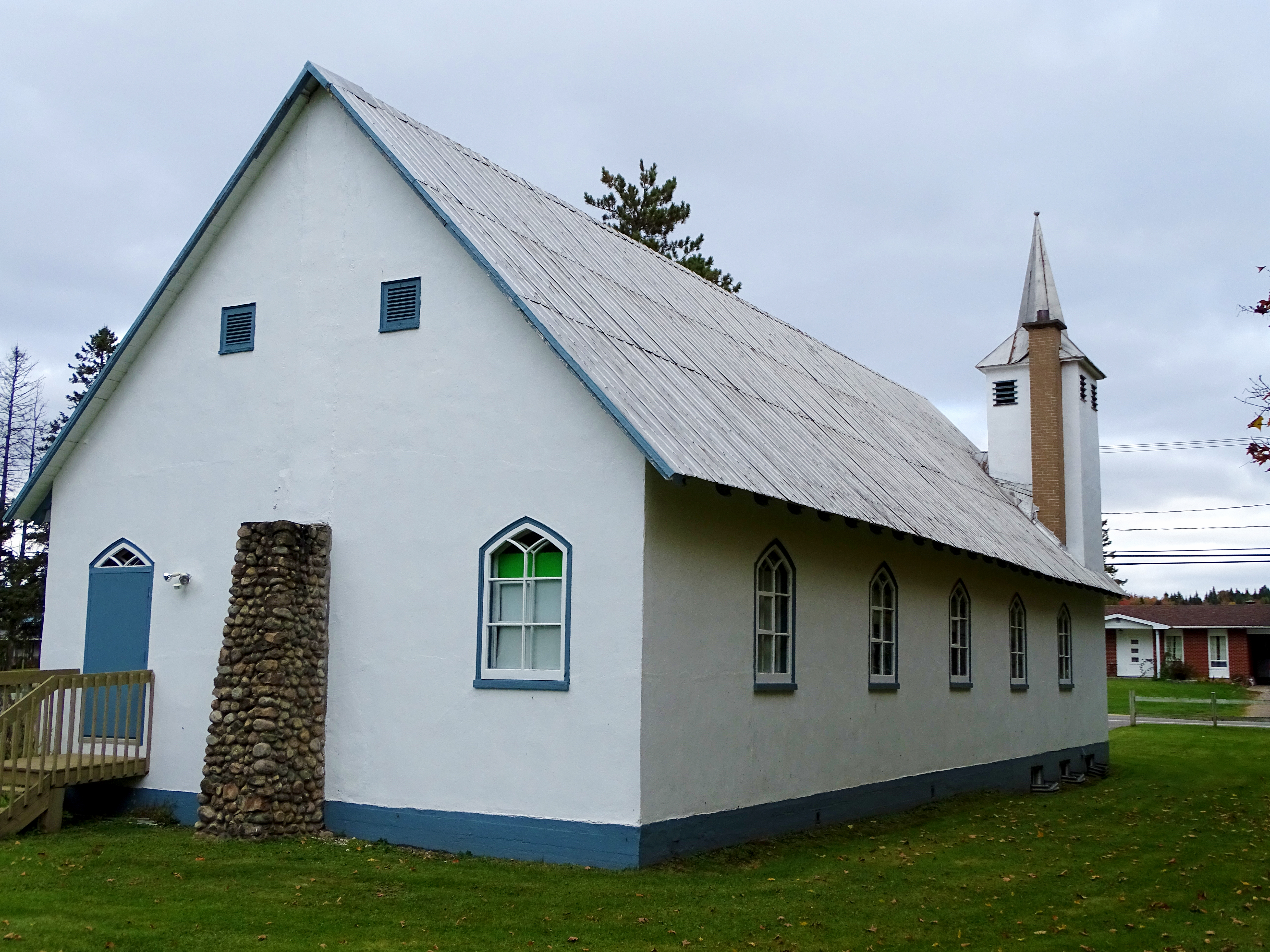
Église unie Saint-Andrew